# Controversia del pesimismo

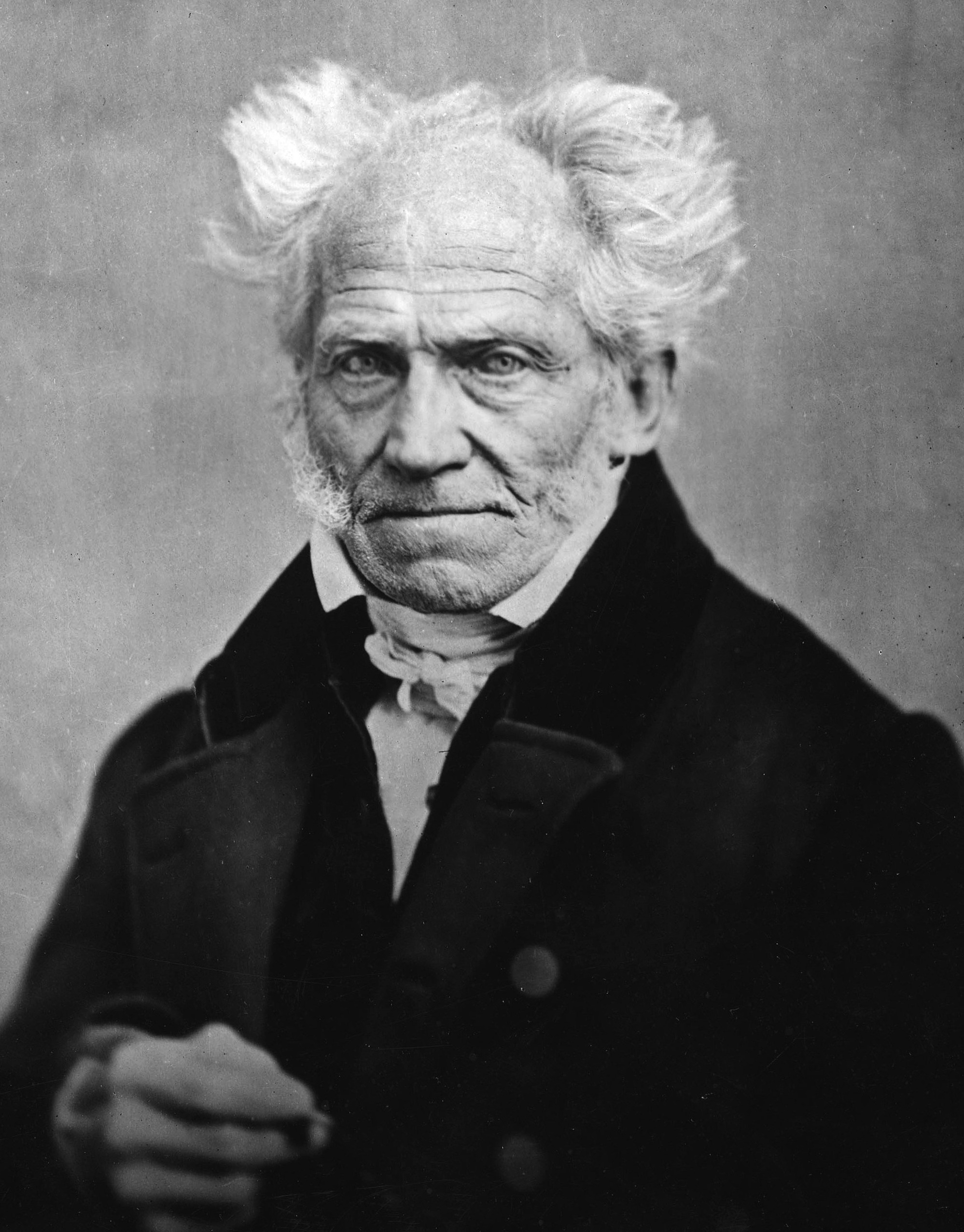
La controversia se desarrolló como respuesta a la creciente popularidad póstuma de Arthur Schopenhauer en Alemania.

La controversia del pesimismo o la disputa del pesimismo (en alemán: Pessimismusstreit) fue una controversia intelectual, en gran parte olvidada, que tuvo lugar en Alemania, comenzando en la década de 1860 y terminando alrededor del comienzo de la Primera Guerra Mundial. La disputa surgió por primera vez como respuesta al creciente reconocimiento público póstumo de Arthur Schopenhauer. Esto llevó a la publicación de una amplia gama de críticas, atacando su pesimismo. Los filósofos que participaron en ella incluyeron a Friedrich Nietzsche, Eugen Dühring, Eduard von Hartmann, neokantianos, Agnes Taubert, Olga Plümacher y diversos críticos de Hartmann. La publicación de la Filosofía del inconsciente de von Hartmann, en 1869, que reafirmó y desarrolló aún más la doctrina de Schopenhauer, revitalizó la disputa. Hartmann publicó una gran cantidad de artículos y cuatro libros en respuesta a sus críticos, a lo largo de las décadas de 1870 y 1880. Entre las objeciones hechas al pesimismo durante este "disputa“, las más clásicas eran las que destacaban su inmoralidad y su incitación al suicidio. El pesimismo sería inmoral porque nos quitaría cualquier motivación para luchar contra el mal y reducir el sufrimiento. Además, haría de la elección de morir una opción preferible a la de seguir viviendo, y llevaría así a sus seguidores al suicidio. Hartmann invierte la objeción de inmoralidad señalando que es precisamente la creencia "optimista en la posibilidad de una felicidad individual, obtenida por la búsqueda egoísta de lo que nos haría felices, lo que constituye el principal obstáculo a la moral. Al hacerle abandonar esta falsa creencia, el pesimismo permite al hombre superar el obstáculo del egoísmo y basar su acción en principios verdaderamente desinteresados y, por tanto, auténticamente morales. En cuanto a la objeción de la incitación al suicidio, Hartmann señala que presupone la tesis eudaimónica de que sólo la felicidad es lo que da valor a la existencia. Sin embargo, para Hartmann, no es la felicidad, siempre ilusoria, lo que hace que valga la pena vivir la existencia humana, sino la contribución individual al progreso colectivo, que es el de la civilización humana.
Agnes Taubert (esposa de von Hartmann) publicó El pesimismo y sus oponentes, en 1873, en respuesta a las críticas a su marido, que tuvieron una fuerte influencia en la polémica. La filósofa germano-estadounidense Amalie J. Hathaway ha sido descrita como una contribuyente no reconocida a la controversia.